# Lontzen
Lontzen ist eine belgische Gemeinde in der Provinz Lüttich und liegt im Nordwesten der aus neun Gemeinden bestehenden Deutschsprachigen Gemeinschaft in Ostbelgien, wo sie an den frankophonen Teil der Wallonie grenzt. Sie liegt nördlich vom Hohen Venn und ist an die Autobahn 3 (Aachen-Brüssel) angeschlossen. Die Gemeinde Lontzen besteht aus den bei der Gemeindefusion von 1977 zusammengelegten Gemeinden Lontzen mit Lontzen-Busch, Herbesthal und Walhorn mit Astenet und Rabotrath.

## Geschichte
Funde von Keramikscherben deuten auf eine Besiedlung zur Keltenzeit hin. Die erste urkundliche Erwähnung stammt vom 21. April 1076, als König Heinrich IV. die Vogteien Lontzen, Walhorn und Mesch (bei Montzen) dem Marienstift in Aachen schenkte. Eine erste Kapelle wurde 1328 durch eine Pfarrkirche ersetzt. Bis zur Französischen Revolution gehörte Lontzen zum Herzogtum Limburg. Ab 1795 gehörte es zum französischen Département Ourthe. Durch den Pariser Frieden vom 30. Mai 1814 wurde Lontzen wieder von Frankreich getrennt und gemäß den Entscheidungen des Wiener Kongresses von 1815 Preußen zugeordnet. Lontzen gehörte zunächst zum Großherzogtum Niederrhein (1822 zur Rheinprovinz) und zum Kreis Eupen. Damals wurde Deutsch als offizielle Sprache anerkannt. Der 1919 geschlossene Versailler Vertrag bestimmte, dass die Region (→ Ostbelgien) und damit auch Lontzen mit Wirkung vom 10. Januar 1920 zu Belgien gehörte (→ Gouvernement Eupen-Malmedy) und schließlich 1925 belgisches Staatsgebiet wurde. Zwischen 1940 und 1944 wurde es vom Deutschen Reich annektiert. Seit dem Ende des Zweiten Weltkrieges gehört Lontzen wieder zu Belgien.

## Pfarrkirche

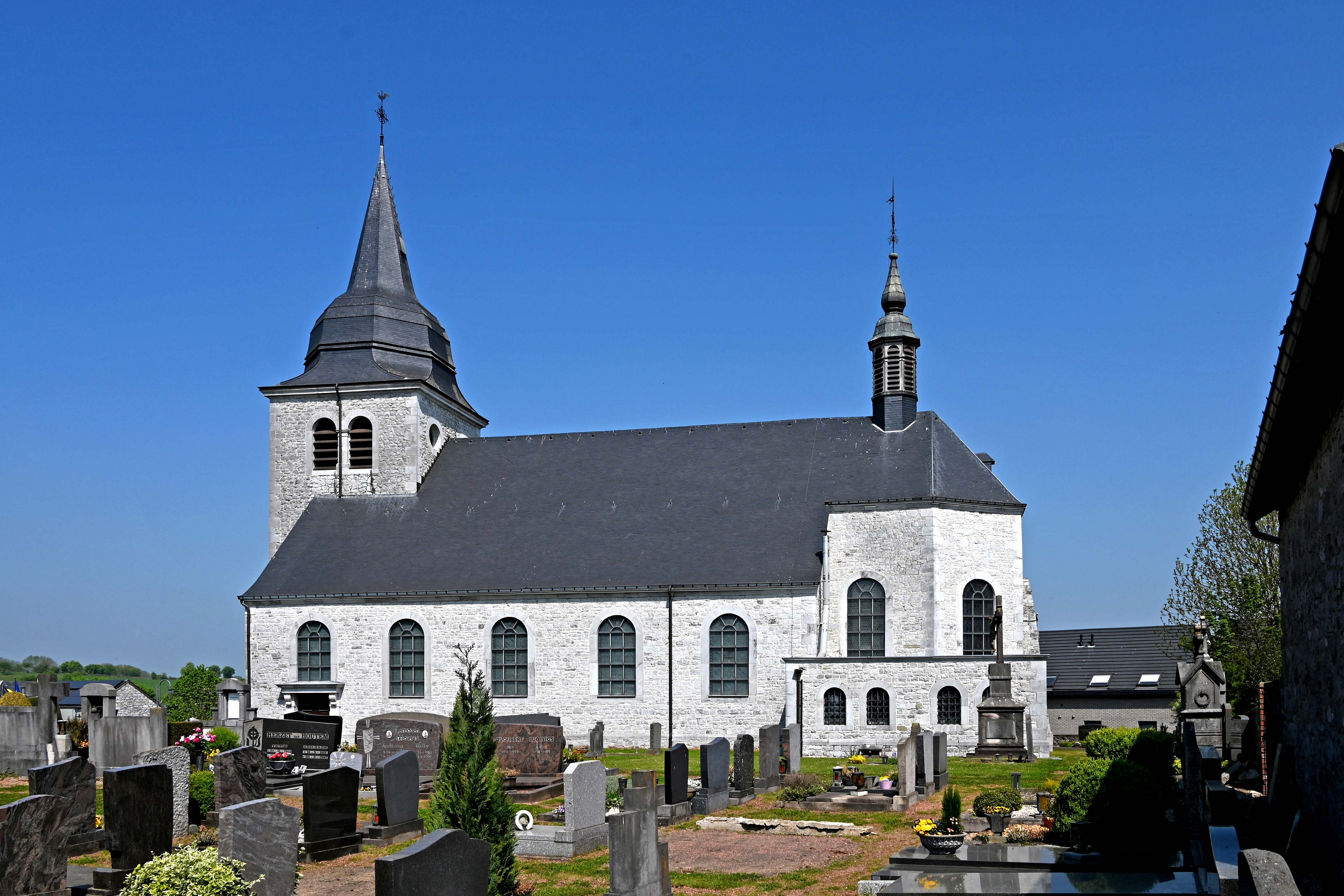
St.-Hubertus-Kirche

Die Pfarrkirche St. Hubertus entstand auf den Fundamenten eines Vorgängerbaus, sie wurde durch den Architekten Joseph Moretti geplant und in den Jahren 1768 bis 1772 verwirklicht. Der achteckige Turm mit seiner markanten Turmhaube aus dem Jahre 1910 ersetzt den ursprünglichen, baufällig gewordenen klassischen Turm aus dem 14. Jahrhundert. Die aufwändigen Gewölbefresken im Art-déco-Stil mit biblischen Szenen stammen aus der Zeit zwischen 1906 und 1908 und wurden von Carl Bränner gefertigt. Die Orgel aus der Werkstatt Orgelbau Schumacher aus Eupen stammt von 1989, die angepasste Bauweise lässt den Blick auf das Rundfenster im Turm frei. In den ersten 15 Jahren des 21. Jahrhunderts wurde die Kirche in mehreren Schritten aufwändig restauriert.

## Landschaft
Die ausgeprägte Wiesenlandschaft hat ihren Ursprung in der meist anzutreffenden Milchviehzucht der ortsansässigen Landwirte.
In der Gemeinde entspringen mehrere linke Zuflüsse der Göhl. Lontzen liegt am Oberlauf.

## Politik
Die PFF (Liste Energie) stellt den Bürgermeister Patrick Thevissen in Koalition mit Ecolo. Die weiteren im Gemeinderat vertretenen Parteien sind CSP (Union) und Liste Plus (Lokale Wählergemeinschaft).

## Sehenswürdigkeiten
- Dorffest mit Oldtimer-Traktorenausstellung mit etwa 300 Traktoren immer am dritten Sonntag im August
- Dorfgeschichtliche Sammlung (DGS) im Dorfhaus Lontzen
  - 2006 ist die „Dorfgeschichtliche Sammlung“ in ihre neue Heimat „Das Dorfhaus“ umgezogen
- Sankt Hubertuskirche auf einem Hügel im Dorfzentrum erbaut zwischen 1768 und 1771
- Schloss Lontzen (viele Jahre Wohnsitz der Familie des Eupener Landrates Bernhard von Scheibler)
- Sankt Annakapelle in Lontzen-Busch
- Sankt Stephanuskirche zu Walhorn
- Ehemaliger Bahnhof Herbesthal

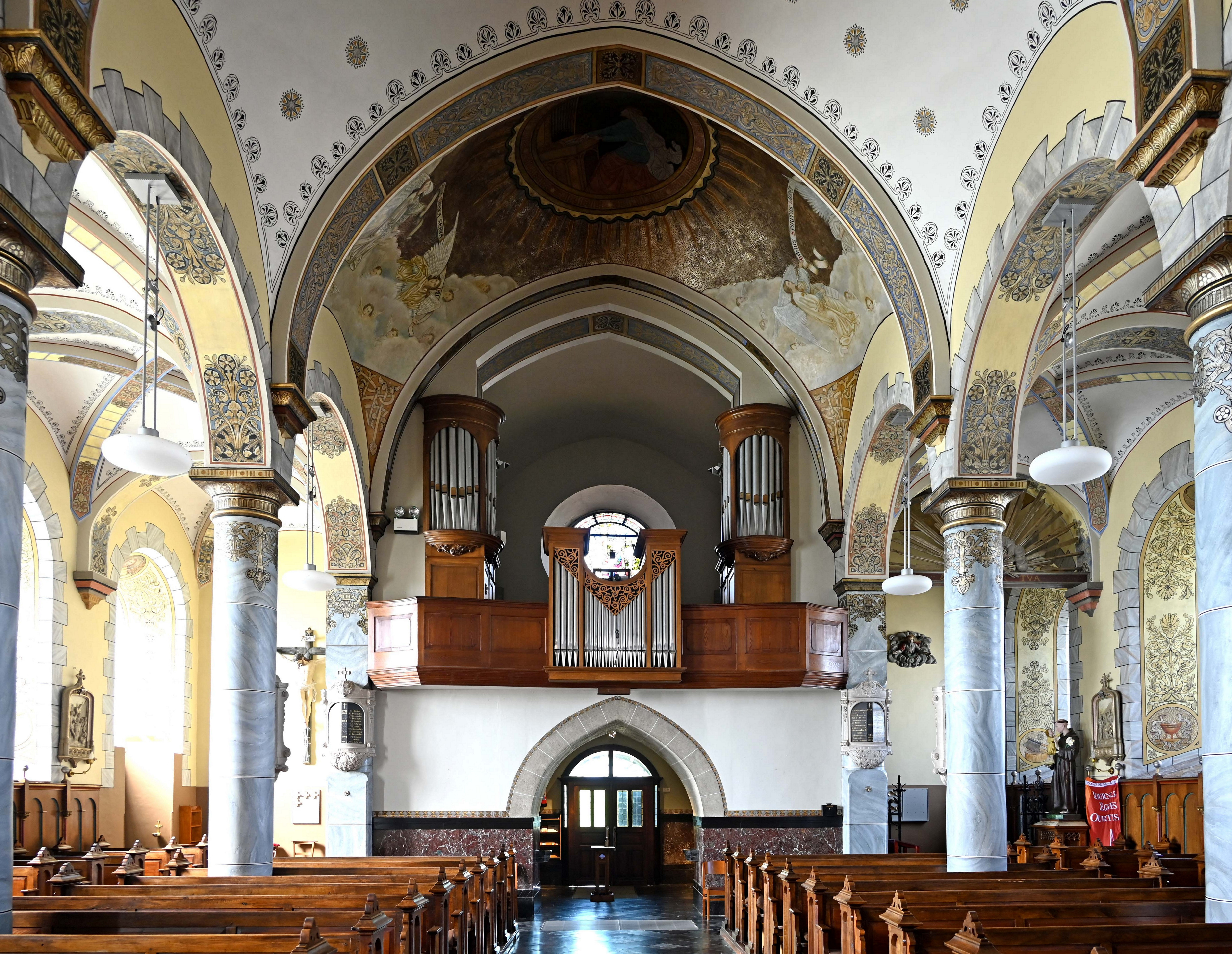
St. Hubertus Kirchenschiff
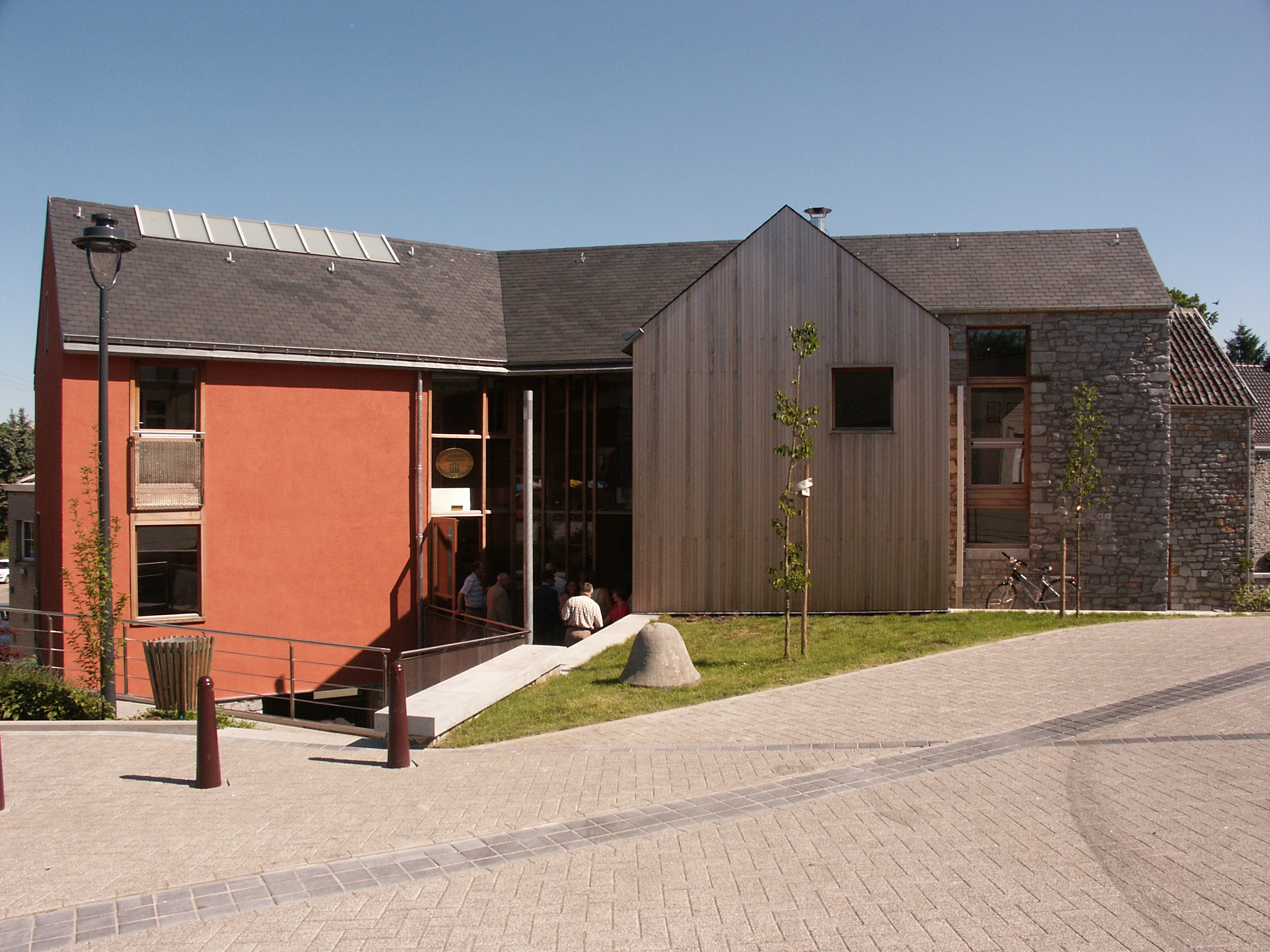
Dorfhaus
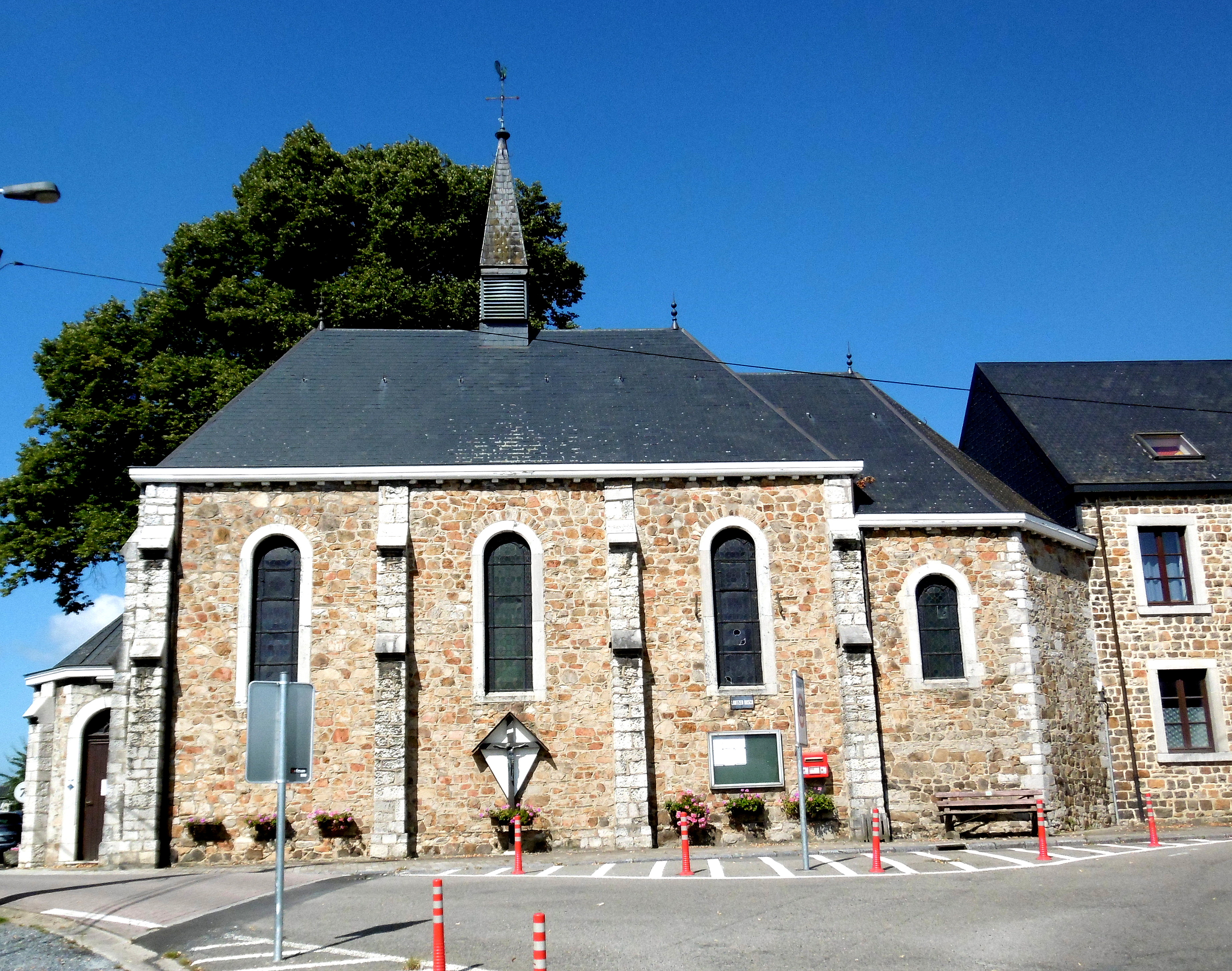
St. Annakapelle Lontzen-Busch
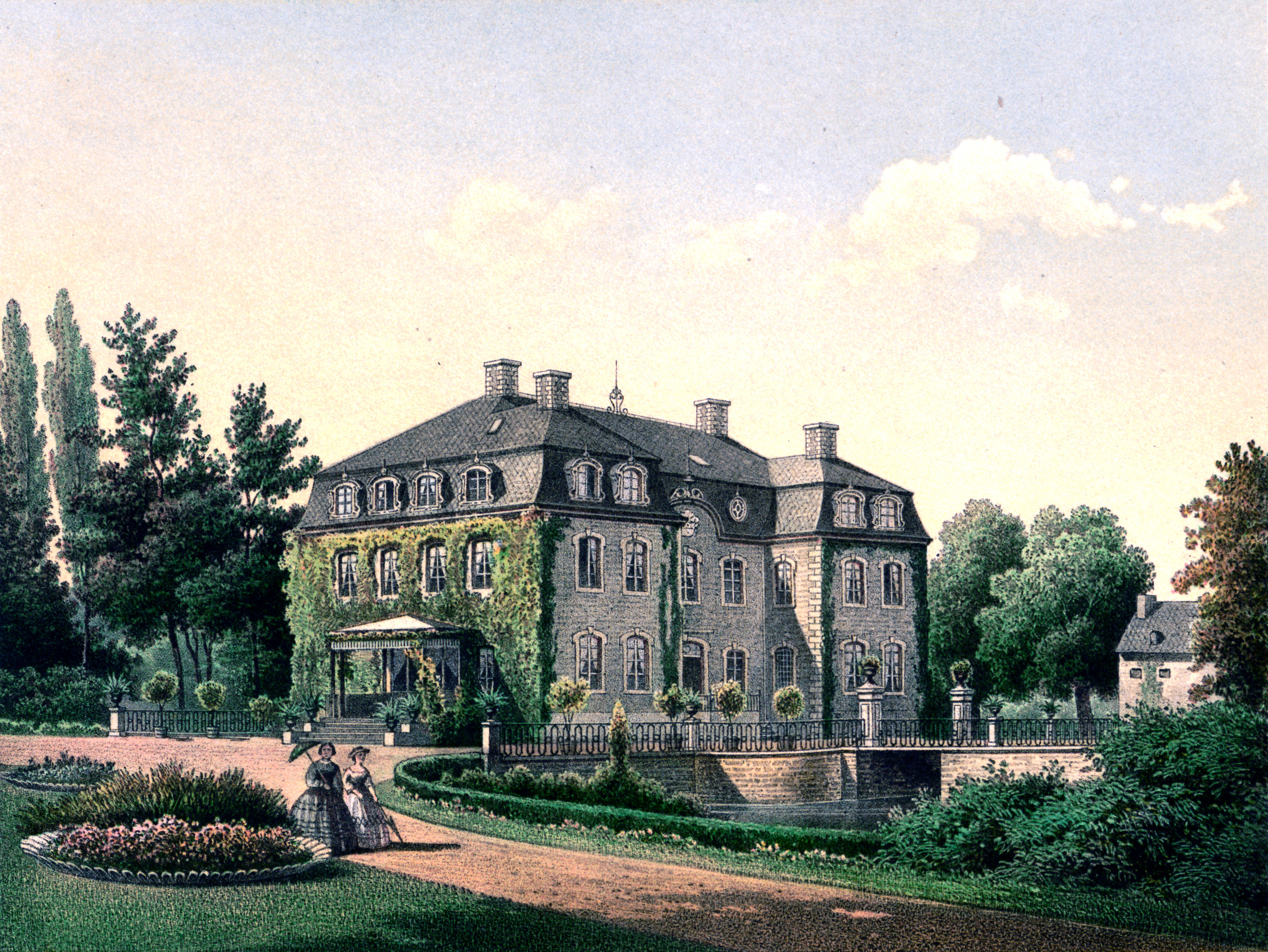
Schloss Lontzen
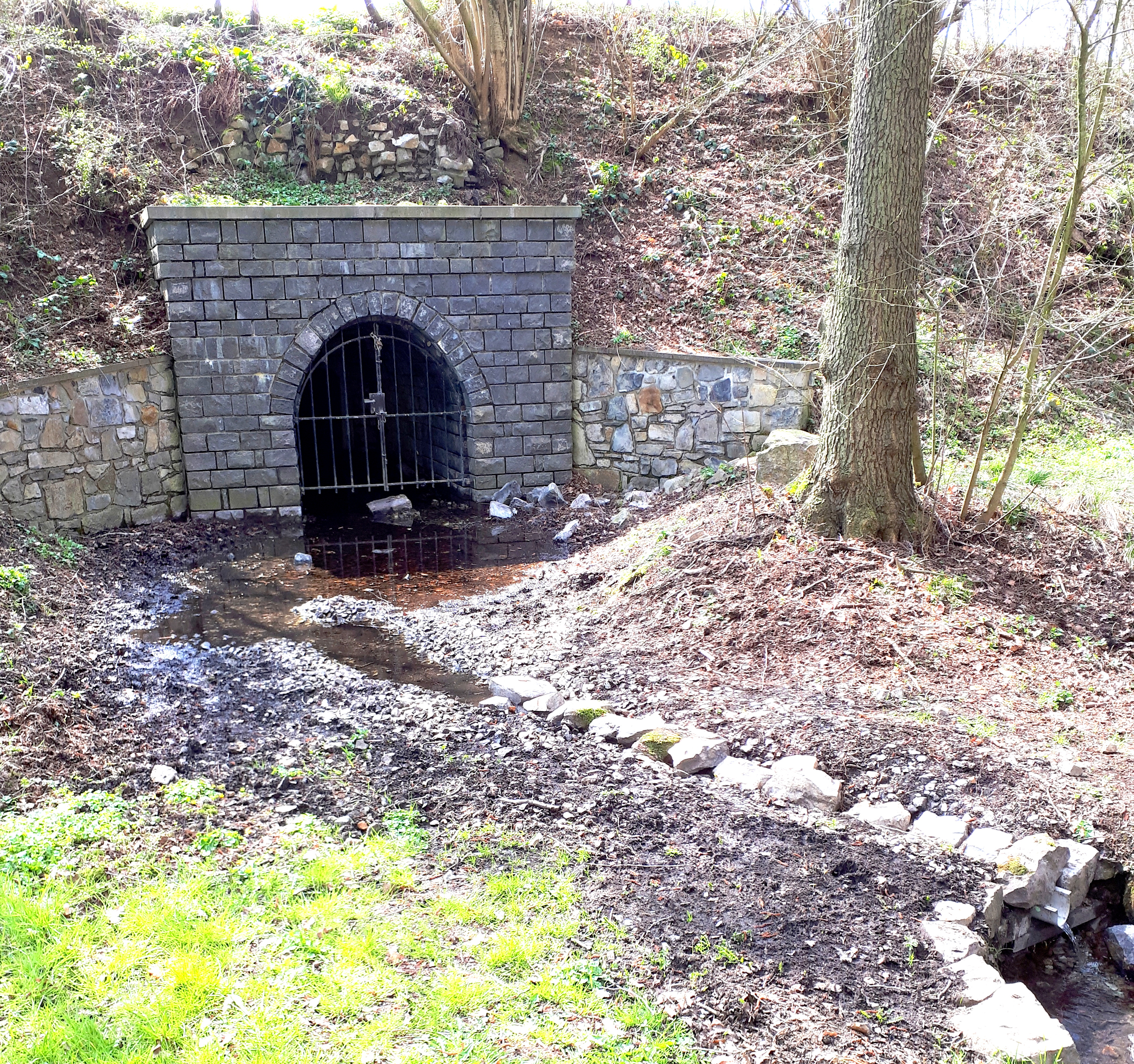
Luisenstollen der Grube Fossey

## Wirtschaft und Verkehr
Das Gemeindegebiet wird von Südwesten nach Nordosten durch die hier unmittelbar nebeneinander verlaufenden Verkehrstrassen der Eisenbahnschnellstrecke HSL 3 und der Autobahn A 3 durchquert.
Im Südwesten des Gemeindegebiets, an den Grenzen zu Eupen und Welkenraedt, wird ein neuer Bauabschnitt des interkommunalen Gewerbegebiets East Belgian Park erschlossen.
In Herbesthal befand sich lange der Grenzbahnhof Herbesthal an der deutsch-belgischen Grenze.

## Persönlichkeiten
- Bernhard Paul Friedrich Hugo von Scheibler (1825–1888), Friedensrichter und preußischer Landrat des Kreises Monschau
- Joseph Cornelius Rossaint (1902–1991), Widerstandskämpfer und Hauptangeklagter im Berliner Katholikenprozess 1937
- Bernard Eicher (* 6. Dezember 1933), Politiker der Sozialistischen Partei, Senator von 1981 bis 1991
- Hubert Chantraine (* 1945), belgischer Arzt und Politiker, Mitglied des belgischen Senats von 1995 bis 1999